# Longping (köping i Kina, Guizhou)
Longping (kinesiska: 龙坪, 龙坪镇) är en köping i Kina. Den ligger i provinsen Guizhou, i den sydvästra delen av landet, omkring 140 kilometer söder om provinshuvudstaden Guiyang.